# اچ‌ام‌اس کینگهام (ام۲۷۰۴)
اچ‌ام‌اس کینگهام (ام۲۷۰۴) (به انگلیسی: HMS Kingham (M2704)) یک کشتی بود که طول آن ۱۰۶ فوت ۶ اینچ (۳۲٫۴۶ متر) بود. این کشتی در سال ۱۹۵۵ ساخته شد.